# 유엔 안전 보장 이사회 결의 제2624호
유엔 안전 보장 이사회 결의안 제2624호는 2022년 2월 28일 채택되었다. 예멘에 대한 무기 금수 조치를 1년 연장하고, 국가의 안정을 해치는 자들에 대한 여행 금지 및 자산 동결을 포함한 제재를 연장하였다. 안전 보장 이사회(안보리)는 또한 예멘에 관한 전문가 패널 임기를 연장하였다.
안보리 이사국 11개국이 찬성표를, 브라질, 아일랜드, 멕시코, 노르웨이는 기권하였다.

## 투표 결과
- 안보리 상임 이사국은 굵게 표시함.

| 찬성 (11개국)                                                                                | 찬성 (4개국)                            | 반대 (0개국) |
| -------------------------------------------------------------------------------------------- | --------------------------------------- | ------------ |
| - 알바니아 - 중국 - 프랑스 - 가봉 - 가나 - 인도 - 케냐 - 러시아 - 아랍에미리트 - 영국 - 영국 | - 브라질 - 아일랜드 - 멕시코 - 노르웨이 |              |

## 같이 보기
- 유엔 안전 보장 이사회 결의 제2601 ~ 2700호 목록